# Renault 19
Renault 19 – samochód osobowy klasy kompaktowej produkowany przez francuską markę Renault w latach 1988 - 2001. 

## Historia i opis modelu

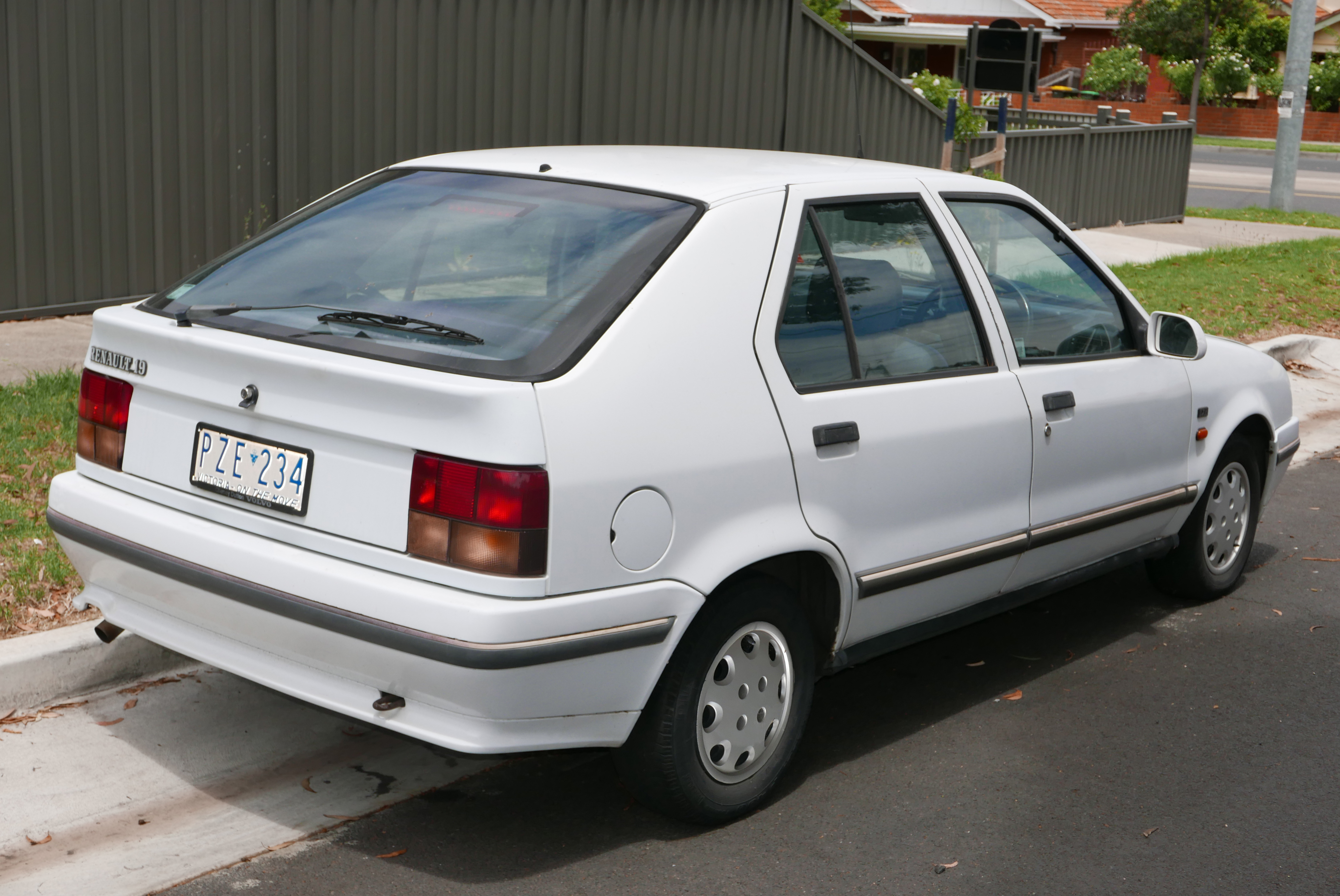
Renault 19 - tył

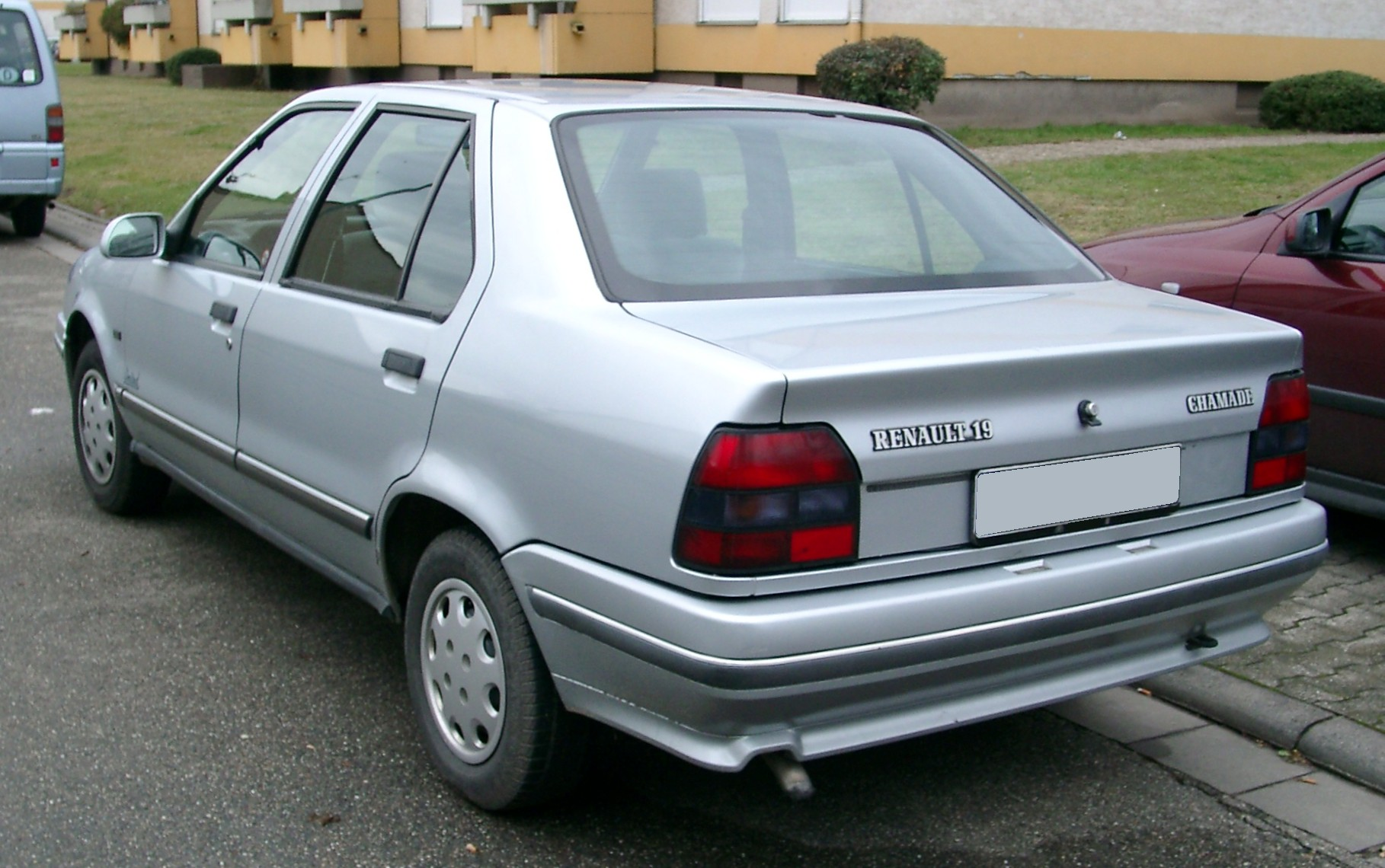
Renault 19 Sedan

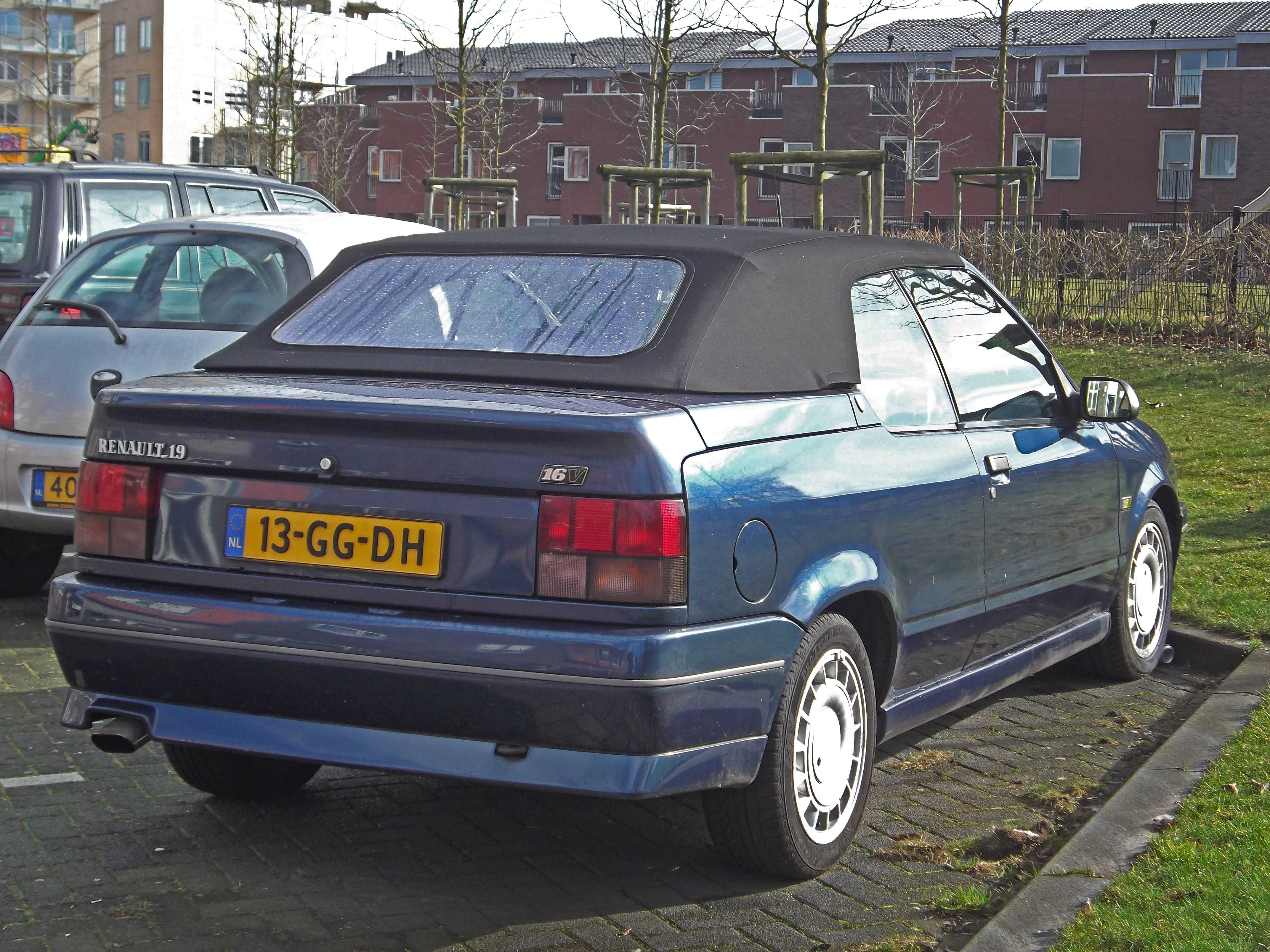
Renault 19 Cabriolet

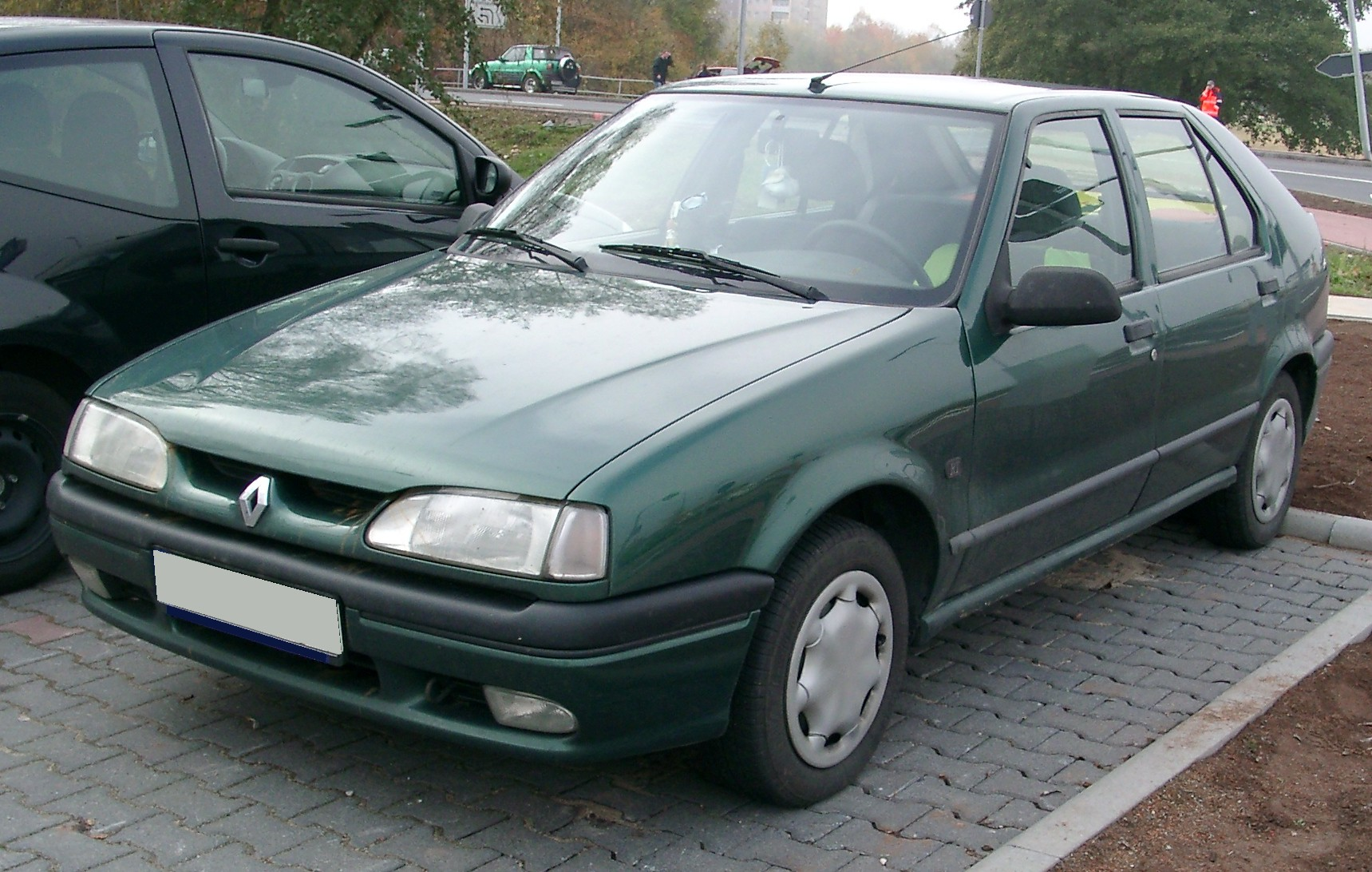
Renault 19 po liftingu

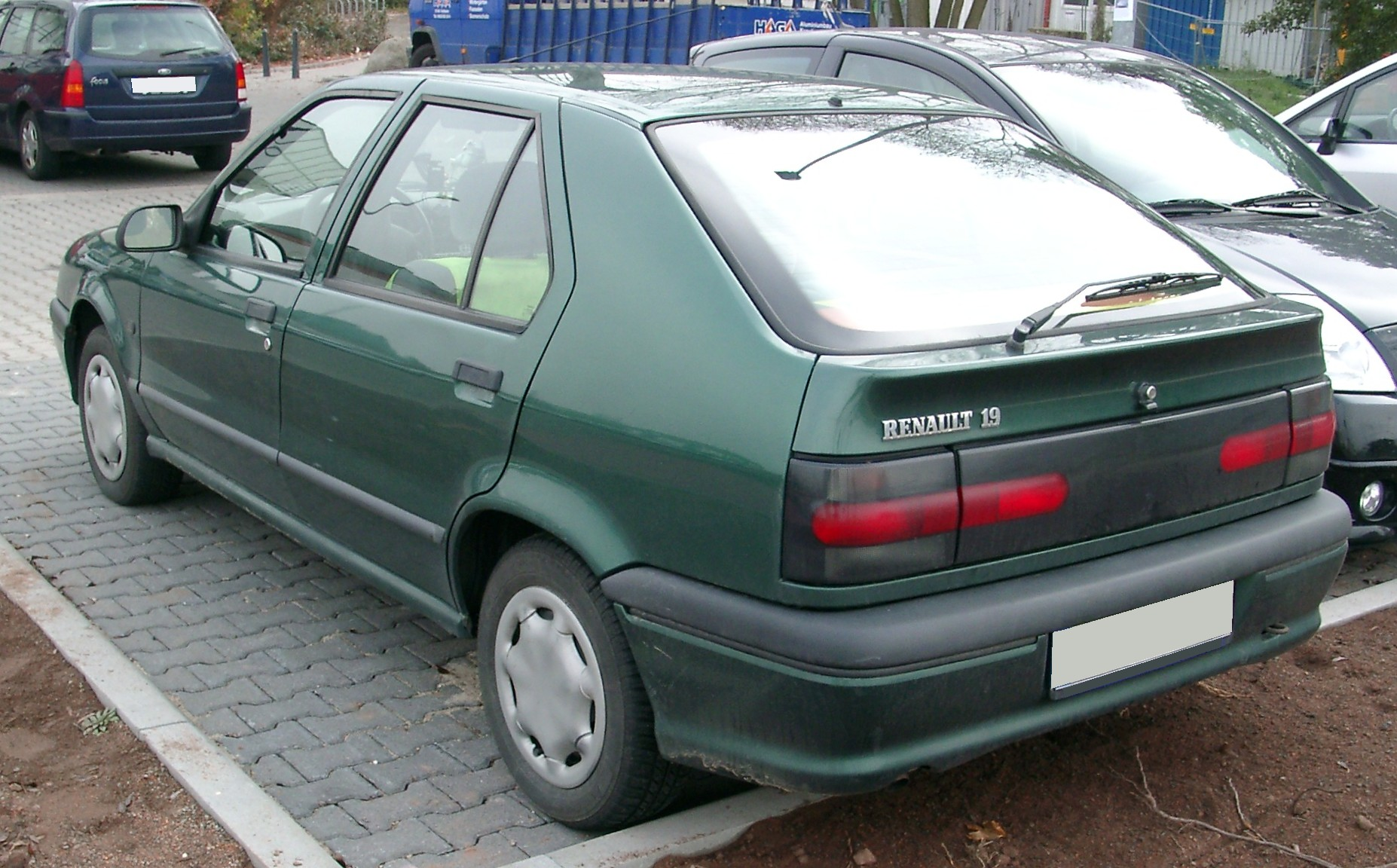
Renault 19 - tył po liftingu

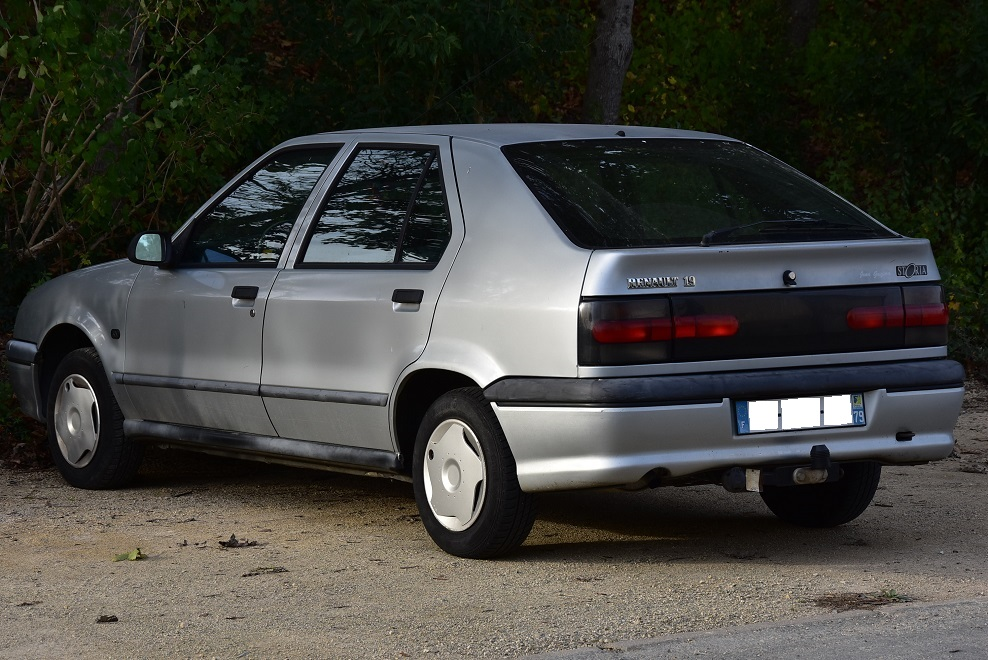
Renault 19 1.4e RN Storia, 1995

### Projekt i przygotowania
Renault 19 był rezultatem programu rozwojowego nazwanego X53, którego zadaniem było stworzenie nowego samochodu skierowanego dla średniej klasy europejskiej "M1".
Projekt rozpoczęto w październiku 1984 roku i już w lipcu 1985 zakończono projektowanie karoserii. Pięć miesięcy później zakończono projekt deski rozdzielczej.
Do kwietnia 1986 pracowano nad projektem wnętrza i kiedy R-19 wszedł do produkcji w maju 1988 odbył więcej niż 7,5 milionów kilometrów testów sprawdzających technologię, wytrzymałość i niezawodność pojazdu.
Projekt Renault 19 był dziełem ekipy Renault Design we współpracy z Giorgio Giugiaro, znanego włoskiego projektanta. Zamierzeniem było zaprojektowanie samochodu tak aerodynamicznego, jak to tylko możliwe w klasie samochodów kompaktowych. Rezultaty badań w tunelu aerodynamicznym udowodniły, że pojazd osiągnął opór aerodynamiczny 0,31 Cx.

### Produkcja
Renault 19 był produkowany w fabrykach Renault Douai i Maubeuge (Francja), Valladolid (Hiszpania) i Setubal (Portugalia). Produkowano go również w Ciudad de Cordoba (Argentyna) aż do 2001 roku. We Francji oraz w innych krajach świata Renault 19 zyskał dużą popularność.

### Zmiana wersji
Już w maju 1992 roku wszedł na rynek Renault 19 Faza II. Zmiany dotyczyły dostosowania pojazdu do nowych wymagań, zmieniono odrobinę nadwozie. Różnice w nadwoziu dotyczyły bardziej zaokrąglonej maski, pasa przedniego i tylnego (lampy, zderzaki, grill, maska, klapa tylna, wąskie boczne listwy) i poprawionej deski rozdzielczej. Niestety wersja 16V po tych zmianach straciła nieco wizualnej "agresywności" oraz kilku koni ponieważ zamontowano katalizator.
Produkcji Renault 19 zaprzestano na rynku europejskim w lutym 1996 roku, kontynuowano jednak produkcję w zakładach w Argentynie dla potrzeb tamtejszego rynku aż do roku 2001.

### Modele 1988 - maj 1992

#### Faza I
- TR-TS (1,2 1237ccm, Cleon gaźnik 55 KM)
- TR-TS (1,4 1397ccm, Cleon jednopunktowy wtrysk 58 KM)
- TR-TS (1,4 1387ccm, Cleon gaźnik 60 KM)
- TR-TS (1,4 1390ccm, Energy gaźnik 82 KM)
- TD (1,9 1870ccm, diesel 65 KM)
- GTR-GTS (1,4 1397ccm, Energy jednopunktowy wtrysk 75 KM)
- GTR-GTS (1,4 1390ccm, Energy gaźnik 82 KM)
- GTR-GTS (1,7 1721ccm, jednopunktowy wtrysk 73KM)
- GTX (1,7 1721ccm, wielopunktowy 92 KM)
- GTD (1,9 1870ccm, diesel 65 KM)
- TurboD lub DX (1,9 1870ccm, turbodiesel 95 KM)
- TSE (1,7 1721ccm, jednopunktowy wtrysk 73KM)
- TXE (1,7 1721ccm, wielopunktowy wtrysk 90 KM)
- TXI (1,7 1721ccm, wielopunktowy wtrysk 107 KM)
- TDE (1,9 1870ccm, diesel 65 KM)
- 16V (1,8 1764ccm, wielopunktowy wtrysk 137 KM)

#### Faza II
- RL 1.2 Cleon (1237ccm, gaźnik 55 KM)
- RL 1.4 Cleon (1397ccm, jednopunktowy wtrysk 58 KM)
- RL 1.4 Cleon (1397ccm, gaźnik 60 KM)
- RL 1.4 Energy (1390ccm, gaźnik 82 KM)
- RL 1.7 (1721ccm, jednopunktowy wtrysk 73 KM)
- RL 1.9D (1870ccm, diesel 65 KM)

- RN 1.4 Cleon (1397ccm, jednopunktowy wtrysk 58 KM)
- RN 1.4 Energy (1390ccm, jednopunktowy wtrysk 75 KM)
- RN 1.4 Energy (1390ccm, gaźnik 82 KM)
- RN 1.7 (1721ccm, jednopunktowy wtrysk 73 KM)
- RN 1.8s (1794ccm, jednopunktowy wtrysk 88-90 KM)
- RN 1.8i (1794ccm, wielopunktowy wtrysk 107-111 KM)
- RN 1.9D (1870ccm, diesel 65 KM)
- RN 1.9dT (1870ccm, turbodiesel 90 KM)

- RT 1.4 Energy (1390ccm, jednopunktowy wtrysk 75 KM)
- RT 1.8 (1721ccm, jednopunktowy wtrysk 73 KM)
- RT 1.8s (1794ccm, jednopunktowy wtrysk 88-90 KM)
- RT 1.8i (1794ccm, wielopunktowy wtrysk 107-111 KM)
- RT 16V (1764ccm, wielopunktowy wtrysk 135-137 KM)
- RT 1.9d (1870ccm, diesel 65 KM)
- RT 1.9dT (1870ccm, turbodiesel 90 KM)

Wersja specjalna
- Baccara 1.8s (1794ccm, jednopunktowy wtrysk 88-90 KM) zawsze automatyczna skrzynia AD4
- Baccara 1.8i (1794ccm, wielopunktowy wtrysk 107-111 KM)

### Wyposażenie podstawowe
Wszystkie serie R-19 posiadały wewnętrzną regulację lusterek, większość była wyposażona regulację wysokości i oparcia części lędźwiowej fotela kierowcy, zegar analogowy w tablicy rozdzielczej i dodatkowo:

#### Faza I do maja 92 roku
Serie TR TS TD
Wyposażenie podstawowe i dodatkowo:
- radio z anteną
- ogrzewana tylna szyba
- dzienny licznik kilometrów
- wycieraczki szyby przedniej z dwiema prędkościami pracy
- automatyczne pasy bezpieczeństwa (tzw. punktowe)
- hamulce ze wzmocnioną siłą hamowania
- zagłówki foteli przednich z regulowaną wysokością
- kontrolka hamulca ręcznego, niskiego poziomu paliwa oraz zużycia klocków hamulcowych
- zagłębienia na głośniki w desce rozdzielczej
- kołpaki "Rubis"
- zapalniczka

Serie GTR GTS GTX GTD 
Jak wyżej, dodatkowo:
- ochrona na szybie przed światłem słonecznym (zielony pas)
- regulowana wysokość kierownicy
- regulowana wysokość siedzenia kierowcy
- asymetryczne oparcie tylnego siedzenia - 1/3 - 2/3
- brzęczyk ostrzegawczy włączonych świateł przy opuszczaniu pojazdu
- wskaźnik poziomu/stanu oleju
- obrotomierz
- podświetlany schowek oraz bagażnik
- lampka wewnętrzna
- kołpaki "Onyx"
- listwy ozdobne na zewnątrz pojazdu
- wskaźnik temperatury płynu chłodniczego

Serie TSE TXE TDE 
Jak wyżej, dodatkowo:
- elektrycznie sterowane szyby przednie
- centralny zamek
- światła przeciwmgłowe - tył
- zagłówki przednie regulowane pochyło oraz góra/dół
- welurowa tapicerka
- światła przeciwmgłowe - przód
- oświetlenie kokpitu z regulacją jasności
- kołpaki "Mundial"
- kieszenie na oparciach przednich siedzeń
- dwutonowy sygnał ostrzegawczy (klakson)

Wersja z silnikiem 1.8 16V 135-137 KM 
- ABS
- podwójne (zespolone) reflektory
- 15-calowe felgi z lekkich stopów (aluminiowe) z oponami o rozmiarze 195/50 R15
- tylny spojler
- sportowe siedzenia
- komputer pokładowy (opcjonalnie)
- boczne kierunkowskazy (dla wersji TXI i 16V)
- utwardzone i obniżone zawieszenie
- trójramienna, sportowa kierownica

Dodatkowe wyposażenie:
- elektrycznie regulowane i podgrzewane lusterka
- ogrzewane przednie siedzenia
- lakier metaliczny, perłowy
- komputer pokładowy (dla wersji GTX, TXE i 16V)
- felgi z lekkich stopów (aluminiowe)
- wspomaganie kierownicy
- radio kasetowe Philips 4x6W sterowane z kierownicy
- elektryczny szyberdach
- 3-biegowa skrzynia automatyczna dla 73-konnego silnika (wersja TSE)
- ABS systemu Bendix (dla wersji TXE - TDE)
- skórzana tapicerka ze sportowymi siedzeniami i kierownicą

#### Faza II po maju 92 roku
Seria RL
Oznaczenia silnikowe (dostępne silniki): 1,2c; 1,4c; 1,4e; 1,8; 1,9d;
- hamulce ze wzmocnioną siłą hamowania
- regulowana wysokość automatycznych pasów bezpieczeństwa
- pirotechniczne napinacze pasów
- zagłówki regulowane pochyło oraz góra/dół
- boczne wzmocnienia przeciwzderzeniowe
- lusterka regulowane od wewnątrz
- ogrzewana tylna szyba
- kołpaki
- podświetlany schowek oraz bagażnik
- kontrolka hamulca ręcznego, niskiego poziomu paliwa oraz zużycia klocków hamulcowych
- radio z anteną
- asymetryczne oparcie tylnego siedzenia - 1/3 - 2/3
- wycieraczki szyby z dwiema prędkościami pracy
- dzienny licznik kilometrów
- wskaźnik temperatury płynu chłodniczego
- brzęczyk ostrzegawczy włączonych świateł przy opuszczaniu pojazdu

Seria RN
Oznaczenia silnikowe (dostępne silniki) 1,4e; 1,8; 1,8s; 1,9d; 1,9dT;
Jak wyżej, jednak dodatkowo:
- wspomaganie kierownicy
- zderzaki w kolorze nadwozia (od sierpnia 1994)
- ochrona na szybie przed światłem słonecznym (tzw. szyby atermiczne)
- obrotomierz
- autoalarm
- lampka wewnętrzna
- wskaźnik poziomu/stanu oleju
- regulowana wysokość siedzenia i oparcia kierowcy (3 płaszczyzny)

Seria RT
Oznaczenia silnikowe (dostępne silniki): 1,4e; 1,8; 1,8s; 1,8i; 1,9d; 1,9dT;
Jak wyżej, jednak dodatkowo:
- dwutonowy sygnał ostrzegawczy (klakson)
- elektryczny szyberdach
- światła przeciwmgłowe - przód
- oświetlenie kokpitu z regulacją jasności
- przednie siedzenia z ulepszoną stabilizacją siedziska
- kieszenie na oparciach przednich siedzeń
- radio kasetowe z RDS-em i sterowaniem z kierownicy
- elektrycznie sterowane szyby przednie
- centralny zamek z pilotem

Wersja z silnikiem 1.8 16V 135-137 KM 
- ABS (99% egzemplarzy)
- podwójne (zespolone) reflektory
- 15-calowe felgi z lekkich stopów (aluminiowe) z oponami o rozmiarze 195/50 R15
- lusterka, zderzaki, tylny spojler i progi w kolorze nadwozia
- elektrycznie sterowane szyby przednie
- sportowe siedzenia
- utwardzone i obniżone zawieszenie
- komputer pokładowy (opcja)
- trójramienna, sportowa kierownica

Poniżej przedstawiono dodatkowe wyposażenie:
- Poduszka powietrzna kierowcy (standard od 94roku)
- 3-biegowa automatyczna skrzynia biegów dla 73-konnego silnika (silnik 1.7 w wersji RN-RT)
- 4-biegowa automatyczna skrzynia biegów dla 88-konnego silnika (silnik 1.8s w wersji RT)
- ABS Bosch lub Bendix (dla wersji RN-RT - nie występuje przy silnikach typu Cleon)
- fotelik dla dziecka
- elektrycznie regulowane i podgrzewane lusterka
- 13 lub 14-calowe felgi ze stopów lekkich (aluminiowe)
- lakier metaliczny
- komputer pokładowy (nie występuje przy silnikach typu Cleon oraz F3N 73KM)
- skórzana tapicerka ze sportowymi siedzeniami i kierownicą
- klimatyzacja (nie występuje przy silnikach typu Cleon oraz F3N 73KM)
- podgrzewane siedzenia

#### Wersje limitowane
Europa
- w ofercie od stycznia 1992 r.
- dostarczany w wersji 3- i 5-drzwiowej oraz Chamade (sedan)
- światła przeciwmgłowe
- ozdobna blenda "Rafale"
- listwa ozdobna na zderzakach
- specyficzna tapicerka
- wskaźnik poziomu/stanu oleju i temperatury płynu chłodniczego
- opcjonalnie: lakier metaliczny oraz uchylne tylne szyby w wersji 3-drzwiowej

Champion
- początek oferty w 1990 (powód: R19 sprzedawany na ogół w 1989 r. na import w Niemczech)
- bazował na wersji GTS, dostępny tylko jako wersja 3-drzwiowa
- lakiery: rubinowy czerwony (719), arktyczny biały (389) oraz za dopłatą błękitny gordini (495) - nazwa pochodzi od koloru słynnego auta F1 Gordini T16
- kierownica z modelu 16V
- w kolorze nadwozia były zderzaki i lusterka
- regulowana wysokość kierownicy i siedzenia kierowcy
- za dopłatą dostępne: uchylne tylne szyby (150 DM), felgi z lekkich stopów (700 DM), wspomaganie (850 DM), lakier metaliczny (495 - niebieski gordini) (410 DM), elektrycznie sterowany szklany szyberdach (1 100 DM), dodatkowy pakiet (810 DM): (elektrycznie sterowane szyby + radio kasetowe CTR-300)

Dynamic I + Dynamic II
- bazuje na wersji GTS, Dynamic I od lutego 1991 roku, a Dynamic II od sierpnia 1991 roku
- dostępny jako 3- i 5-drzwiowy
- lakierowane zderzaki i lusterka
- zamiast chromowanej listwy dookoła zderzaków pomalowany na niebiesko pasek
- światła przeciwmgłowe - przód
- kolorowa tapicerka siedzeń
- kierownica z wersji 16V

Limited
- w ofercie od stycznia 1992 roku
- dostępny jako TSE (z silnikiem F3N-L740 73KM), TXE (F3N-L742 90KM) i TDE (F8Q 65KM)
- karoserie w wersji 3-/5-drzwiowej oraz Chamade
- wspomaganie kierownicy
- elektrycznie sterowany szklany szyberdach

TXI
- w ofercie od maja 1990 roku i oferowany tylko przez kilka miesięcy
- z racji rzadkości występowania moc 107KM
- bazuje na TXE, silnik F3N-L742 90KM
- boczne kierunkowskazy (takie jak w 16V)
- w kolorze nadwozia lakierowano zderzaki i lusterka zewnętrzne (modele TSE-TXE-TDE otrzymały te dodatki jako pierwsze od 1991 roku)
- trójramienna sportowa kierownica (podobna do tej z wersji 16V, jednak z gładką skórą)
- przednie siedzenia z ulepszoną stabilizacją siedziska oraz z wydłużonym siedziskiem

#### Wersje limitowane Faza II
Sprint
- silnik E7J (75KM)
- sportowe siedzenia
- skórzana kierownica (z wersji 16V)
- lakierowane lusterka zewnętrzne

Limited
- dostępna od stycznia 1993 roku
- bazuje na wersji RT
- silnik F3N-L740 (73KM) lub F3P (88/109KM)
- 14-calowe felgi z lekkich stopów "Zenith" (13-calowe z silnikiem 73KM)
- boczne kierunkowskazy
- elektrycznie sterowany szklany szyberdach

Champion
- w ofercie od 1995 roku, wykorzystuje linie z wersji RN
- dostępne z dieslem F8Q (64KM) lub benzyniakiem F3N-L740 (73KM)
- nie zawiera pakietu elektrycznego
- blenda "Barcelona"
- wspomaganie kierownicy

Elysée
- dostępna od 1995 roku, podobna do wersji RT
- silniki: F3N-L740 (73KM), F3P (90KM) lub F8Q (90KM Turbo-Diesel)
- wspomaganie kierownicy
- światła przeciwmgłowe - przód
- elektrycznie sterowany szklany szyberdach
- uchylne tylne szyby w wersji 3-drzwiowej, względnie oświetlenie wewnętrzne z tyłu w wersji 5-drzwiowej
- regulowana jasność oświetlenia deski rozdzielczej i pokręteł
- przednie siedzenia z ulepszoną stabilizacją siedziska
- radio kasetowe z RDS-em 4X15W i obsługą satelitarną (sterowanie radioodbiornikiem przy kierownicy)
- pakiet elektryczny (elektrycznie sterowane przednie szyby, centralny zamek z podczerwienią - FB, immobiliser dla wersji z silnikiem benzynowym)
- 14-calowe stalowe felgi (aluminiowe za dopłatą)

Storia
- silnik F3N-L740 (73KM)
- trójramienna, gładka kierownica
- radio kasetowe sterowane z kierownicy
- bardzo rzadka tapicerka
- elektryczne szyby przednie
- elektryczny szyberdach
- centralny zamek
- zderzaki w kolorze nadwozia
- atermiczne (zielone) szyby
- mieszek z wersji 16V

Baccara
- silnik F3P (88KM lub 109KM)
- dla silnika 88KM - 4biegowa automatyczna przekładnie (AD4)
- dla silnika 109KM - 5biegowa skrzynia manualna
- dostępna tylko w wersji 5-drzwiowej
- komputer pokładowy
- perłowe, rzadkie odcienie lakierów
- skórzana tapicerka (bez sportowych siedzeń) z czterema zagłówkami i kierownica oraz mieszkiem z wersji 16V
- 14-calowe felgi z lekkich stopów
- podwójne reflektory jak w wersji 16V
- tylna półka ze schowkiem na garnitury
- elektryczne szyby oraz lusterka
- klimatyzacja

Bellevue jest nazwą umieszczaną z tyłu pojazdu dla modeli R19 w wersji sedan Faza II (od września 1994) jako następcy nazwy Chamade. Nazwę zmieniono z powodów prawnych kiedy to firma Daihatsu zarzuciła stosowanie przez Renault bliźniaczej nazwy Charade, którą nosił jeden z modeli Daihatsu.

#### Wersje wyposażeniowe Cabrio
Wszystkie egzemplarze posiadają cztery elektryczne szyby, centralny zamek oraz wspomaganie kierownicy
Azur
- silnik F3P (88KM)
- dostępna tylko w kolorze niebieskim

Cap Ferrat (miejscowość i gmina we Francji, w regionie Prowansja-Alpy-Wybrzeże Lazurowe, w departamencie Alpes-Maritimes)
- silnik F3P (88KM)
- dostępna z dachem w kolorze czerwonym i niebieskim

RSi
- bazuje na wersji 1,8i RT z silnikiem F3P (107KM)
- zderzak/spojler z wersji 16V
- lakierowane progi i zderzaki (komplet) z gumowymi listwami na zderzakach
- alufelgi z wersji 16V (pięcioramienne 15-calowe) z niskoprofilowanymi oponami o rozmiarze 195/50 R15
- podwozie z wersji 16V
- skórzana tapicerka
- elektrycznie regulowane i ogrzewane lusterka zewnętrzne

#### Wersje specjalne
Societé
- wersja użyteczna
- brak tylnych siedzeń, równa ładownia, za przednimi siedzeniami mała ścianka działowa
- nie była dostępna w Niemczech
- bazowała tylko na wersjach TR, TS i TD
- karoseria taka jak w wersji 3-drzwiowej, do wyboru także blaszana wkładka zamiast bocznych tylnych szyb

Taxi
Renault 19 jest na całym świecie ciągle jeszcze autem użytecznym np. w krajach południowej Ameryki jak również w byłych koloniach francuskich Afryki. Przykładowo w Tunezji służyły jako taksówki.
Polizei
W niektórych krajach R19 występowały nawet w formie stróżów prawa. Montowano silniki 1.8 109KM oraz niewiele egzemplarzy 2.0 16V z Clio Williams.
Wersja dla ludzi z utrudnioną sprawnością ruchową. Wersja ta bazuje na specjalnym modelu Baccara przystosowanym do wózka inwalidzkiego. Z tyłu miała przesuwane automatycznie drzwi.
Inne modele występujące poza Niemcami
Phase I Driver
Phase I Wind
Phase I Albertville '92 (Francja)
Phase I GTS-X (Anglia)
Phase I+II Prima
Phase II Europa
Phase II Latitude (Francja)
Phase II Alizé (Francja)
Phase II Cabrio Camargue (Francja)
Phase II Biarritz
Phase II Beverly (Holandia)
Phase II Cabrio Aria (Francja)
Phase II 16V Executive (Anglia)

### Wyposażenie dodatkowe
- Wspomaganie kierownicy
- Skórzana, sportowa kierownica
- Skórzana tapicerka
- Klimatyzacja powietrza
- Radiomagnetofon Phillips wraz z pilotem obok kierownicy z czterema lub sześcioma głośnikami
- Światła przeciwmgielne
- Elektryczne szyby
- Elektrycznie sterowane i podgrzewane lusterka
- Zamek centralny z pilotem
- Lakier metalik
- ABS
- Elektrycznie uchylany i chowany w dach szyberdach
- Koła aluminiowe ze stopów lekkich 14- i 15-calowe
- Immobiliser
- Siedzisko dla dziecka (tylna kanapa)
- Zegary z komputerem pokładowym